# Domenico Svampa

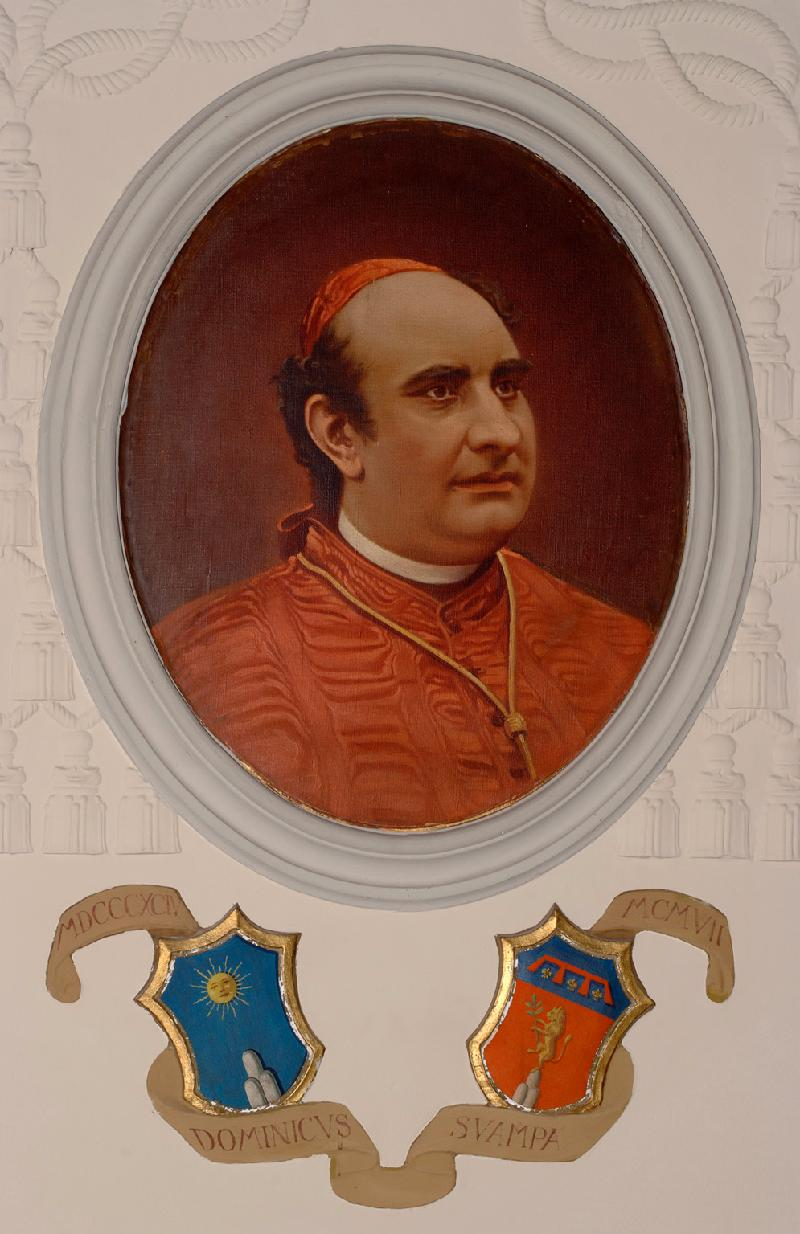
Ritratto del Cardinale Domenico Svampa con stemma della famiglia Svampa, Beni dell'Arcidiocesi di Bologna, Anonimo, XX secolo

Domenico Svampa (Montegranaro, 13 giugno 1851 – Bologna, 10 agosto 1907) è stato un cardinale, principe e arcivescovo cattolico italiano.

## Biografia
Nacque a Montegranaro, nelle Marche (all'epoca nello Stato Pontificio), il 13 giugno 1851 da Paolo e Maria Giuseppa Tarquini Corsi, proprietari terrieri. Il 15 giugno fu battezzato nella Chiesa parrocchiale del SS. Salvatore con il nome di Domenico Antonio.
La famiglia Svampa "nella cittadina manteneva, ben conosciuta e stimata, posizioni di rappresentanza a contatto con le componenti liberali-conservatrici e radicali-progressiste che operavano, si scontravano e si alternavano all'amministrazione comunale(...)."
Il futuro cardinale crebbe nel piccolo paese marchigiano insieme al fratello Evasio (più volte sindaco, assessore e consigliere di Montegranaro nonché giudice conciliatore, sposò la nobildonna di Pausula Maria Cristina Bartolazzi) e la sorella Nicolina (che si sposò a Montefortino con il nobile possidente Tebaldo Amorosi).
Nel 1861 entrò nel Seminario di Fermo, dove nel 1867 conobbe don Giovanni Bosco, venuto a far visita all'arcivescovo Filippo de Angelis. L'arcivescovo di Fermo, infatti, aveva scontato sei anni di carcere coatto a Torino, dopo essere stato tratto in arresto nel 1860 dalle truppe sabaude (conquista delle Marche). Domenico Svampa, seminarista, ebbe l'opportunità di avvicinare don Bosco e di parlargli (27 gennaio 1867). L'incontro venne descritto da don G.B. Francesia (1838-1930) nella sua opera "Due mesi con d. Bosco a Roma: memorie".
Lo Svampa nel 1872 vinse il concorso d'ammissione ed entrò nel Seminario Pio di Roma, poi accorpato nel 1913 dal Pontificio Seminario Romano Maggiore, insieme ad altri due seminaristi, Roberto Papiri di Montefortino (futuro arcivescovo e principe di Fermo) e Raffaele Astorri (futuro protonotario apostolico e vicario generale di Fermo).
Compì gli studi universitari a Roma, dove fu anche ordinato sacerdote nel 1874, nella Basilica di San Giovanni in Laterano, dal cardinale Costantino Patrizi Naro. Dopo un breve periodo passato nella sua terra natale, papa Leone XIII lo chiamò ad insegnare al Seminario di Sant'Apollinare.
Nel gennaio 1885 venne nominato padre spirituale delle Dame Francesi del S. Cuore (Società del Sacro Cuore di Gesù) nel monastero convitto di Trinità dei Monti.
L'11 dicembre 1886 venne nominato cameriere segreto soprannumerario di Sua Santità
Il 28 maggio 1887 venne nominato vescovo di Forlì. Come tale ordinò, tra gli altri, il venerabile Lino Maupas. A Forlì, monsignor Svampa "determinò una spinta innovativa nella chiesa locale, favorendo le iniziative caritative e l'ammodernamento dell'insegnamento nel seminario. Il nuovo vescovo mostrò infatti una mentalità aperta sia nei confronti del mondo liberale moderato, che con l'area repubblicana e radicale".
Nel concistoro del 18 maggio 1894 papa Leone XIII lo proclamò cardinale destinandolo all'arcidiocesi di Bologna.
Il 22 giugno ricevette la nomina a cardinale presbitero di Sant'Onofrio e fino alla creazione del cardinale Pietro Maffi, effettuata da Pio X, fu il porporato italiano più giovane.
Accolse le più svariate iniziative. Istituì le casse rurali, il giornale cattolico l'"L'Avvenire d'Italia", il “Piccolo credito romagnolo” e un istituto d'istruzione per il popolo insieme ai salesiani fondati proprio dal suo caro amico Don Bosco.
Il 20 febbraio 1897 ottenne il titolo di principe del Sacro Romano Impero, riconosciutogli dalla Real Commissione Araldica per la Romagna.
Il 14 giugno 1901 pose la prima pietra della chiesa del Sacro Cuore di Gesù a Bologna, affidata ai salesiani.
Il 30 maggio 1903 pubblicò la notificazione per la festa del Corpus Domini per compendiare l'enciclica di papa Leone XIII, "De Sanctissima Eucharistia".
Nell'agosto dello stesso anno partecipò al conclave, durante il quale era uno dei sette cardinali con maggiori probabilità di essere eletto papa, ma un ictus gli paralizzò il viso durante le cerimonie di apertura e gli rese difficile parlare, lo afflisse e per questo non fu scelto e votò per il cardinale Sarto, futuro Papa Pio X, il quale lo ricevette in udienza privata in più occasioni durante le quali, lo Svampa, informò il Papa circa la situazione dei cattolici bolognesi, dei salesiani e dei giornali cattolici.
Il 22 marzo del 1904 presentò al pontefice la sua opera "Vita di S. Serafino da Montegranaro" e gli parlò della venuta del re a Bologna.
Il cardinale Svampa fu, suo malgrado, precursore della riconciliazione fra Stato Italiano e Chiesa cattolica e si ritrovò al centro di un delicatissimo caso diplomatico che creò non poco scalpore in Italia e in Europa.
Il re d'Italia Vittorio Emanuele III avevo deciso di recarsi in visita a Bologna il 28 aprile 1904; il cardinale, conscio dei rapporti tesi fra Santa Sede e Monarchia, desiderava poter accogliere il re senza contrariare il pontefice, e per tale motivò inviò in Vaticano il legale della Curia bolognese (avvocato R. Ambrosini) per chiedere il permesso di ossequiare il monarca italiano. Il papa in persona incoraggiò il cardinale Svampa e lo benedisse nel suo intento. Il giorno seguente lo Svampa ricevette l'invito ufficiale per l'incontro con Vittorio Emanuele III  dalle mani del duca di Frangito.
Nelle ore successive l'alta nobiltà bolognese ed i rappresentanti della classe dirigente organizzarono un banchetto per rendere onore al re e ovviamente l'invito fu esteso anche al cardinale Svampa, il quale accettò di partecipare nonostante non avesse ricevuto ancora un'approvazione esplicita dalla Santa Sede. L'unico inconveniente fu che il giorno del banchetto combaciava con un giorno di digiuno e quindi, per non creare disagi al cardinale e agli altri cattolici illustri, si organizzò un secondo "menù di magro". Proprio da questo espediente prese il titolo il libro di Giulio Andreotti, "Pranzo di magro per il cardinale" in cui il noto politico della Democrazia Cristiana descrisse con rigore e allo stesso tempo ironia l'incontro fra Domenico Svampa e Vittorio Emanuele III e le reazioni che esso provocò.
Purtroppo la lettera con il negato consenso del Papa arrivò in ritardo ed il cardinale partecipò al pranzo con il re, suscitando non poco scalpore nei cattolici italiani e bolognesi. Tale evento rappresentava, per il popolo, un chiaro segno di distensione nei rapporti fra Santa Sede e Monarchia; il cardinale stesso ricevette numerosissimi biglietti e lettere di ringraziamento e lode da parte di molte persone legate soprattutto dell'area socialista e progressista e ciò non fu ben visto da Roma.
A nulla valsero le spiegazioni e le scuse del cardinale che, senza alcuno spirito di insubordinazione aveva partecipato al pranzo con il re. Il pontefice in persona riprese il cardinale Svampa scrivendo più lettere, le più salienti del 31 maggio: "Eminentissimo Signor Cardinale, non Le posso nascondere la dolorosa impressione lasciatami dal fatto di Bologna." e del 4 giugno: "Lei aveva istruzioni sufficienti per conoscere che la visita permessa non doveva assumere il carattere solenne delle partecipazioni e degli apparati che l'accompagnarono. Reca poi meraviglia, che riconoscendo Lei stesso di aver creati alla Santa Sede dei seri imbarazzi, non li abbia previsti per non accettare l'invito, e desistere da tutto il resto, che ha eccitato il popolare entusiasmo, che ci ha maggiormente contristati.".
L'umiliazione per lo Svampa fu enorme e lo spinse a rassegnare le dimissioni, che non furono però accolte.
Egli continuò il suo ministero sempre più fiaccato dagli anni, dalla malattia e dai tragici lutti che colpirono la sua famiglia nelle Marche.
Il cardinale si spense il 10 agosto 1907 lasciando una grandissima eredità spirituale e la grande responsabilità di aver incominciato il lungo processo di riconciliazione fra Stato Italiano e Chiesa cattolica.
Per tutto ciò che fece il New York Times gli dedicò ventidue articoli. Alla sua morte scrissero un articolo elogiandolo come grande uomo di pace, pieno di energia e grinta. Altri giornali e autori di libri scrissero delle gesta del cardinale Domenico Svampa.

## Genealogia episcopale e successione apostolica
La genealogia episcopale è:
- Cardinale Scipione Rebiba
- Cardinale Giulio Antonio Santori
- Cardinale Girolamo Bernerio, O.P.
- Arcivescovo Galeazzo Sanvitale
- Cardinale Ludovico Ludovisi
- Cardinale Luigi Caetani
- Cardinale Ulderico Carpegna

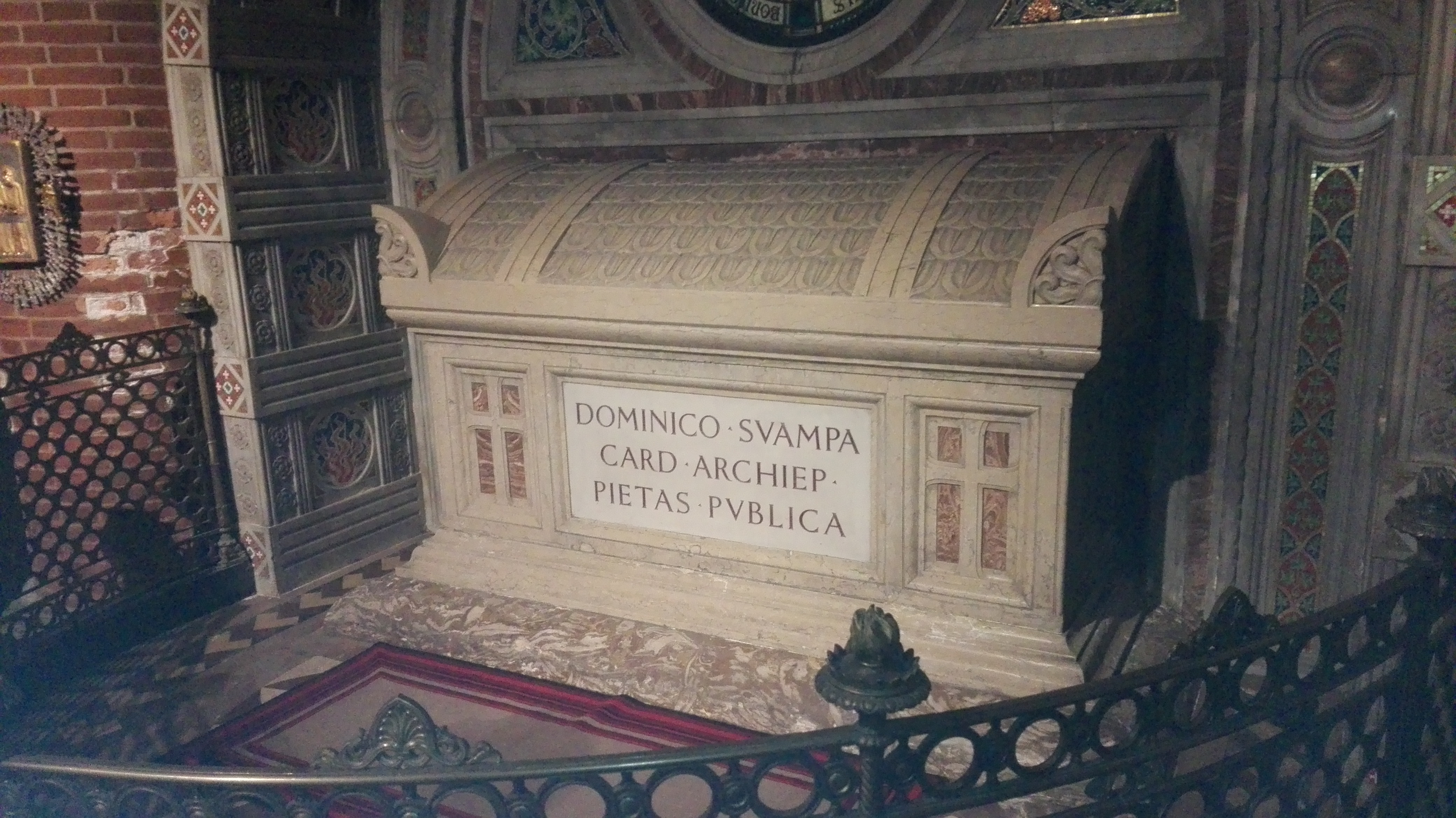
Tomba al Sacro Cuore di Bologna

- Cardinale Paluzzo Paluzzi Altieri degli Albertoni
- Papa Benedetto XIII
- Papa Benedetto XIV
- Cardinale Enrico Enriquez
- Arcivescovo Manuel Quintano Bonifaz
- Cardinale Buenaventura Córdoba Espinosa de la Cerda
- Cardinale Giuseppe Maria Doria Pamphilj
- Papa Pio VIII
- Papa Pio IX
- Cardinale Alessandro Franchi
- Cardinale Giovanni Simeoni
- Cardinale Domenico Svampa

La successione apostolica è:
- Vescovo Vincenzo Scozzoli (1900)
- Vescovo Vincenzo Bacchi (1906)